# Fourchette à poisson
Une fourchette à poisson est une fourchette utilisée pour manger du poisson.

## Description
Une fourchette à poisson est une fourchette assortie au couteau à poisson. Comme lui, elle est faite d'un métal peu sujet à l'oxydation ; soit emmanchée, soit monobloc ; un peu inférieure en taille à la fourchette normale, dont elle cherche aussi à se distinguer par un contour extérieur moins simple.
Elle a ordinairement quatre dents, parfois découpées inégalement dans le même souci, quelquefois trois seulement (Guy Degrenne).
Une fourchette « normale », ou une fourchette à entremets, son modèle réduit, ferait aussi bien l'affaire car les différences de forme évoquées ici n'ont aucun rôle fonctionnel, sinon de désigner à l'avance celle qui sera desservie avec l'assiette du poisson.